# Halbzeug

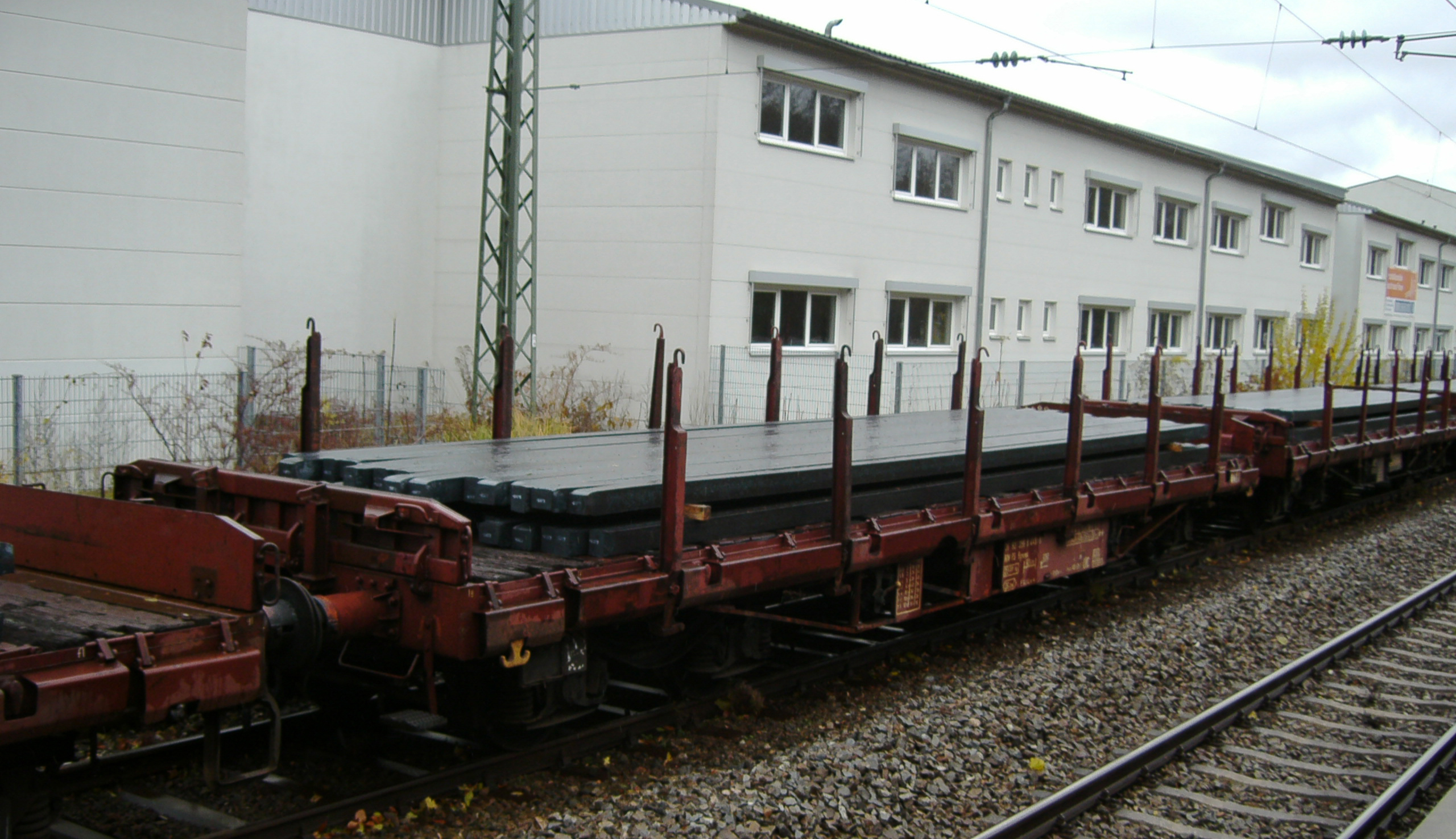
Großformatige Metall-Halbzeuge werden per Bahn auf Flachwagen transportiert

Als Halbzeug wird im Allgemeinen Vormaterial bezeichnet, also vorgefertigtes Rohmaterial und Werkstücke oder Halbfabrikate der einfachsten Form. Sie bestehen in der Regel aus einem einzelnen Material, das lediglich in eine grundlegende geometrische Form gebracht wurde.
Als Halbzeuge werden z. B. bezeichnet:
- einfache Profile (Profilstahl, Konstruktionsprofile)
- Brammen
- Knüppel
- Stangen
- Rohre und
- Platten

aus
- Metall (→ Metall-Halbzeug)
- Kunststoff (→ Kunststoff-Halbzeug) oder
- Holz (→ Schnittholz, Holzdraht).

Werkstücke, die bereits in einem vorbereitenden Fertigungsschritt eine individuelle Form erhalten haben, aber noch für weitere Fertigungsschritte vorgesehen sind, werden auch als Rohling bezeichnet.
In der Fertigungstechnik werden Metallwerkstoffe in der Regel als Halbzeuge angeliefert. Über 1000 Halbzeugarten aus Metallen und Kunststoffen sind in Material- und Oberflächenqualität, Form und Abmessungen sowie Fertigungstoleranzen genormt.
Halbzeuge als Begriff im buchhalterischen Sinne stehen in der Bilanz eines Unternehmens auf der Aktiva-Seite und sind Teil des Umlaufvermögens.

## Eigenschaften und Abgrenzung
Metallische Halbzeuge entstehen meist nicht unmittelbar durch das Gießen oder andere Urformverfahren, sondern in einem zweiten Schritt durch Umformung oder Trennverfahren wie die spanende Bearbeitung.
Im nächsten Schritt wird ein Halbzeug entweder zu einem Fertigteil oder zunächst zu einem weiteren Halbfabrikat weiterverarbeitet.
Rohmaterialien, wie z. B. Schüttgüter, Granulate, Pulver, Flüssigkeiten oder Gase, werden nicht zu den Halbzeugen gerechnet, weil es sich, anders als bei Halbzeugen, nicht um geometrisch bestimmte, feste Körper handelt und damit noch keine „Halb-Fertigstellung“ des Produktes erfolgt ist.
Fertig-Bauteile, Fertig-Bauelemente (z. B. Konstruktionsprofile), Fertig-Bausteine, Baugruppen werden ebenfalls nicht zu den Halbzeugen gezählt, da diese weitgehend in der ursprünglichen Ausführung eingesetzt werden und daher – zumindest in Bezug auf die Materialverarbeitung – als eine Art vorläufige Endprodukte angesehen werden, wenngleich sich für diese noch Montageprozesse und Prozesse des Einpassens anschließen können.

## Bedeutung in der Fertigungstechnik
Halbzeuge stellen als „halbfertiges Material“ ein wichtiges Element einer rationellen und kostengünstigen Fertigung dar. Sie werden in der Regel so ausgelegt, dass sie in Form und Abmessungen dem herzustellenden Produkt möglichst optimal entsprechen. Die Material- und Oberflächenqualitäten sind oft für bestimmte Einsatzzwecke und Fertigungsverfahren optimiert. So gibt es etwa Aluminium-Halbzeuge, die sich besonders zum Schweißen eignen, oder Stahlbleche, die für das Tiefziehen ausgelegt sind. Die magnetischen Eigenschaften von Elektroblechen sind speziell für den Einsatz als Eisenkerne in Transformatoren, Motoren und Generatoren ausgelegt. Da etwa 75 % des produzierten Weißblechs für die Herstellung von Konserven- und Getränkedosen verwendet wird, werden dessen Materialeigenschaften in der Regel speziell für diese Verwendung ausgelegt.